# Järviradio
Järviradio är en finsk radiostation; Järvi betyder sjö. Stationens studio finns i Alajärvi och den har ett halvdussin sändare i Västra Finlands län. Nyligen startade de en sändare även i Helsingfors. I Alajärvi driver de också ett kabel-TV nätverk.
Enligt en marknadsundersökning var Järviradio den populäraste kommersiella radiostationen i mellersta Finland 2006, med ca. 36 000 dagliga lyssnare. En annan undersökning från Finlands kommunikationsverk visade att de under de undersökta två dygnen 2008 hade mest redaktionellt material av de elva undersökta koncessionslagda kanalerna. 